# ARFA (небоскреб, Вильнюс)
ARFA — высотное жилое здание, построенное в Вильнюсе (Литва).

## История
Возведение здания началась в 2003. Первоначальный план предполагал 23 этажа. Объект был сдан в 2018. Стройка была заморожена на некоторое время и объект был завершён только после передачи другому застройщику.

## Описание
Башня ARFA известна также как #Tower. Здание расположено на Проспекте Конституции 15/5 (лит. Konstitucojas Prospektas 15/5). Здание представляет собой закругленное сооружение, соединённое с высокой башней. Высота комплекса составляет 99 метров, делая здание вторым по высоте здание в Вильнюсе (Уступая лишь Europa Tower). В нём 29 этажей. Рядом со зданием имеется двор с детской площадкой, две клиники и начальная школа.

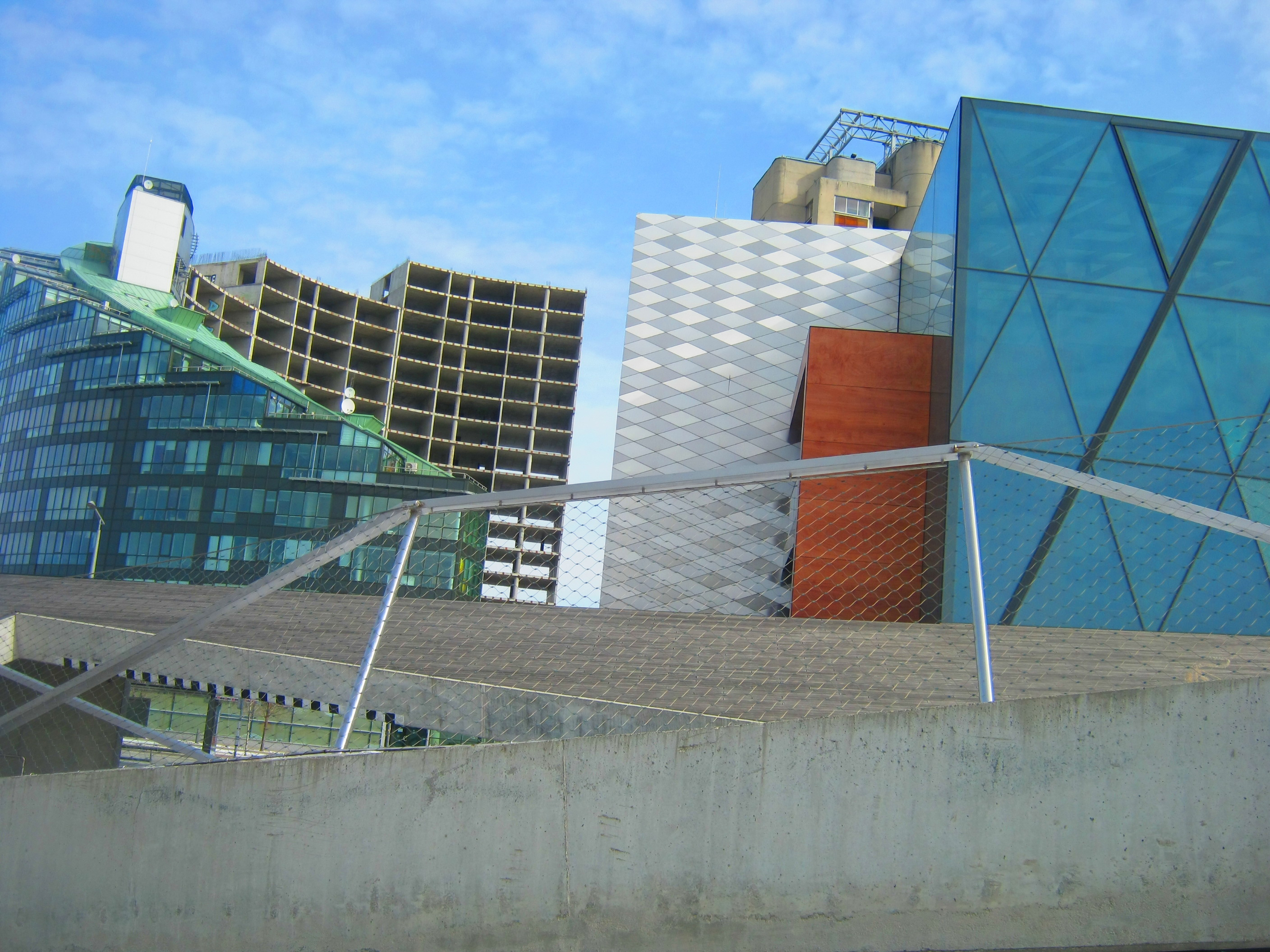
Строительство ARFA